# Salinicoccus
Salinicoccus è un genere di batteri gram-positivi della famiglia Staphylococcaceae, sensibili alla penicillina e alle cefalosporine. Possono provocare infezioni a carico dell'apparato respiratorio soprattutto a carico dei polmoni.